# Adi Enders
Adi Enders, vlastním jménem Adolf Herman Enders (* 16. dubna 1935) je německý cirkusový artista, drezér, krotitel a klaun.
Z otcovy strany pochází ze staré cirkusové rodiny Enders, matka byla rozená von der Gathen. Doménou Endersových byla především práce s koňmi (volná drezura, španělská škola, jezdecká akrobacie). Vyrůstal v rodině své tety Marie von der Gathen, provdané Althoff a jejího manžela Adolfa Althoff, předního reprezentanta jedné z největších cirkusových dynastií. Jeho druhou ženou je dcera českého tenoristy Beno Blachuta. Patří k předním cirkusovým umělcům své generace. Se svým bratrem Jakobem představoval v 50. a 60. letech světovou špičku v jezdecké akrobacii. Jeho vrcholným číslem bylo salto mortale z cválajícího koně na koně. Vystupovali pod jménem Gebrüder Enders. Spolu s nimi vystupoval např. i Günther Gebel-Williams, pozdější hvězda amerického cirkusu Ringling Bros. and Barnum & Bailey.
Od začátku 70. let se začal prosazovat také jako drezér koní a slonů. Unikátní byla jeho drezura nosorožce Vauty. V polovině 80. let začal také s drezurou ussurijských tygrů. Spolu s manželkou odchoval několik mláďat těchto vzácných šelem. Jeho přístup k drezuře se vyznačuje velkou mírou empatie vůči zvířeti a nenásilnou, přirozenou a partnerskou komunikací. Příkladný je také jeho přístup k chovu cirkusových zvířat, jehož principem je co nejkvalitnější péče a umožnění co největší volnosti pohybu zvířat (např. volné výběhy).
Působil v cirkusech Adolf Althoff, Williams, Circus Krone, Circus Friederike Hagenbeck, Carl Althoff, Gebrüder Althoff, Williams-Althoff, Scott, Roncalli ad. Se svými bratry krátce provozoval cirkus Festival. V 80. letech účinkoval v několika dílech televizního pořadu stanice WDR Telezirkus.
V roce 1957 získal cenu přezdívanou Circus-Oscar na festivalu v Paříži. Několikrát se představil na cirkusovém festivalu v Monte Carlu. Jeho umění zde bylo oceněno v roce 1984 Cenou Jean-Louis Marsana za drezuru slonů a nosorožce.
Po skončení aktivní kariéry žije se svými slonicemi v Safariparku Stukenbrock nedaleko Bielefeldu, který je mj. známý chovem vzácných bílých lvů a bílých tygrů.